# Mistrzostwa Świata w Strzelectwie 1962
Mistrzostwa Świata w Strzelectwie 1962 – 38. edycja mistrzostw świata w strzelectwie. Odbyły się one w Kairze, który należał wówczas do Zjednoczonej Republiki Arabskiej.
Rozegrano łącznie 36 konkurencji, w tym sześć wyłącznie dla kobiet. Najwięcej medali zdobył Amerykanin Gary Anderson (9). W klasyfikacji medalowej zdecydowanie zwyciężyła reprezentacja Związku Radzieckiego. Polacy na podium tych mistrzostw nie stawali.
Pierwsze medale mistrzostw świata zdobyły: Indie, Japonia i RPA. Egipt zdobył medal jako Zjednoczona Republika Arabska.

## Klasyfikacja medalowa
Gospodarze mistrzostw
| Pozycja | Kraj                          | Złoto | Srebro | Brąz | Łącznie |
| ------- | ----------------------------- | ----- | ------ | ---- | ------- |
| 1       | ZSRR                          | 22    | 11     | 4    | 37      |
| 2       | Stany Zjednoczone             | 7     | 13     | 10   | 30      |
| 3       | Szwajcaria                    | 2     | 5      | 6    | 13      |
| 4       | RFN                           | 2     | 1      | 2    | 5       |
| 5       | Szwecja                       | 1     | 0      | 4    | 5       |
| 6       | Finlandia                     | 1     | 0      | 2    | 3       |
| 7       | Wenezuela                     | 1     | 0      | 0    | 1       |
| 8       | NRD                           | 0     | 1      | 4    | 5       |
| 9       | Indie                         | 0     | 1      | 0    | 1       |
| 9       | Japonia                       | 0     | 1      | 0    | 1       |
| 9       | Norwegia                      | 0     | 1      | 0    | 1       |
| 9       | Republika Południowej Afryki  | 0     | 1      | 0    | 1       |
| 9       | Węgry                         | 0     | 1      | 0    | 1       |
| 14      | Dania                         | 0     | 0      | 1    | 1       |
| 14      | Wielka Brytania               | 0     | 0      | 1    | 1       |
| 14      | Włochy                        | 0     | 0      | 1    | 1       |
| 14      | Zjednoczona Republika Arabska | 0     | 0      | 1    | 1       |

## Wyniki

### Mężczyźni
| Konkurencja                                                 | Złoto                                                                            | Wynik     | Srebro                                                                               | Wynik     | Brąz                                                                                        | Wynik     |
| Strzelanie z karabinu                                       |                                                                                  |           |                                                                                      |           |                                                                                             |           |
| Karabin małokalibrowy, trzy postawy, 50 m                   | Gary Anderson                                                                    | 1157 pkt. | Marat Nijazow                                                                        | 1147 pkt. | Erwin Vogt                                                                                  | 1142 pkt. |
| Karabin małokalibrowy, trzy postawy, 50 m, drużynowo        | ZSRR Władimir Czujan Wasilij Borisow Mojsiej Itkis Marat Nijazow                 | 4533 pkt. | Stany Zjednoczone Gary Anderson Tommy Pool Daniel Puckel Verle Wright                | 4522 pkt. | Szwajcaria August Hollenstein Kurt Müller Hans Spillmann Erwin Vogt                         | 4508 pkt. |
| Karabin małokalibrowy leżąc, 50 m (60 strzałów)             | Karl Wenk                                                                        | 594 pkt.  | Władimir Czujan                                                                      | 592 pkt.  | James Hill                                                                                  | 592 pkt.  |
| Karabin małokalibrowy leżąc, 50 m (60 strzałów), drużynowo  | Szwecja Christer Gustafsson Kurt Johansson Jan Emil Poignant Johan Sundberg      | 2355 pkt. | Stany Zjednoczone Gary Anderson James Hill Presley Kendall Verle Wright              | 2354 pkt. | RFN Rudolf Bortz Peter Kohnke Karl Wenk Klaus Zähringer                                     | 2351 pkt. |
| Karabin małokalibrowy klęcząc, 50 m                         | Karl Wenk                                                                        | 388 pkt.  | Marat Nijazow                                                                        | 387 pkt.  | Ole Hviid Jensen                                                                            | 387 pkt.  |
| Karabin małokalibrowy klęcząc, 50 m, drużynowo              | ZSRR Władimir Czujan Eduard Jarosz Jewgienij Kniazew Marat Nijazow               | 1533 pkt. | RFN Hans Harbeck Bernd Klingner Karl Wenk Klaus Zähringer                            | 1531 pkt. | Stany Zjednoczone Gary Anderson James Hill Tommy Pool Daniel Puckel                         | 1522 pkt. |
| Karabin małokalibrowy stojąc, 50 m                          | Gary Anderson                                                                    | 377 pkt.  | Erwin Vogt                                                                           | 367 pkt.  | Tommy Pool                                                                                  | 366 pkt.  |
| Karabin małokalibrowy stojąc, 50 m, drużynowo               | Stany Zjednoczone Gary Anderson Tommy Pool Daniel Puckel Verle Wright            | 1464 pkt. | Szwajcaria August Hollenstein Kurt Müller Hans Schönenberger Erwin Vogt              | 1442 pkt. | NRD Herbert Golla Werner Heyn Manfred Kosert Joachim Lehnert                                | 1428 pkt. |
| Karabin dowolny, trzy postawy, 300 m                        | Gary Anderson                                                                    | 1138 pkt. | Władimir Jewdokimow                                                                  | 1138 pkt. | Tommy Pool                                                                                  | 1136 pkt. |
| Karabin dowolny, trzy postawy, 300 m, drużynowo             | ZSRR Mojsiej Itkis Eduard Jarosz Andriej Jakoniuk Władimir Jewdokimow            | 4533 pkt. | Stany Zjednoczone Gary Anderson Daniel Puckel Tommy Pool Verle Wright                | 4516 pkt. | Szwajcaria August Hollenstein Kurt Müller Hans Spillmann Erwin Vogt                         | 4502 pkt. |
| Karabin dowolny leżąc, 300 m                                | Gary Anderson                                                                    | 395 pkt.  | Hans Spillmann                                                                       | 394 pkt.  | Kurt Johansson                                                                              | 393 pkt.  |
| Karabin dowolny klęcząc, 300 m                              | Erwin Vogt                                                                       | 385 pkt.  | Kurt Müller                                                                          | 385 pkt.  | Władimir Jewdokimow                                                                         | 384 pkt.  |
| Karabin dowolny stojąc, 300 m                               | Tommy Pool                                                                       | 368 pkt.  | József Lacsny                                                                        | 364 pkt.  | Daniel Puckel                                                                               | 363 pkt.  |
| Karabin standardowy, trzy postawy, 300 m                    | Pauli Janhonen                                                                   | 537 pkt.  | Verle Wright                                                                         | 537 pkt.  | Andriej Jakoniuk                                                                            | 536 pkt.  |
| Karabin standardowy, trzy postawy, 300 m, drużynowo         | ZSRR Wasilij Borisow Mojsiej Itkis Andriej Jakoniuk Eduard Jarosz                | 2125 pkt. | Norwegia Jon Istad Thormod Næs Olav Medaas Axel Marthinsen                           | 2086 pkt. | Finlandia Pauli Janhonen Esa Kervinen Antti Rissanen Vilho Ylönen                           | 2077 pkt. |
| Karabin wojskowy szybkostrzelny, 300 m                      | Hans Schönenberger                                                               | 6 pkt.    | August Hollenstein                                                                   | 5 pkt.    | Hans Simonet                                                                                |           |
| Strzelanie z pistoletu                                      |                                                                                  |           |                                                                                      |           |                                                                                             |           |
| Pistolet centralnego zapłonu, 25 m                          | Igor Rakałow                                                                     | 590 pkt.  | Jewgienij Chajdurow                                                                  | 589 pkt.  | William Blankenship                                                                         | 588 pkt.  |
| Pistolet centralnego zapłonu, 25 m, drużynowo               | ZSRR Jewgienij Chajdurow Igor Rakałow Władimir Stołypin Albert Udaczyn           | 2349 pkt. | Stany Zjednoczone William Blankenship Franklin Green William McMillan Cecil Wallis   | 2341 pkt. | NRD Joachim Fichtner Johann Garreis Lothar Jacobi Gottfried Wehle                           | 2314 pkt. |
| Pistolet dowolny, 50 m                                      | Władimir Stolipin                                                                | 559 pkt.  | Yoshihisa Yoshikawa                                                                  | 557 pkt.  | Ludwig Hemauer                                                                              | 550 pkt.  |
| Pistolet dowolny, 50 m, drużynowo                           | ZSRR Michaił Akułow Aleksiej Guszczyn Grigorij Kosych Władimir Stolipin          | 2187 pkt. | Stany Zjednoczone William Blankenship Lloyd Burchett Franklin Green Frederik Schaser | 2169 pkt. | Szwajcaria Ludwig Hemauer Frederic Michel Albert Späni Ernst Stoll                          | 2151 pkt. |
| Pistolet szybkostrzelny, 25 m                               | Aleksandr Zabielin                                                               | 589 pkt.  | Igor Rakałow                                                                         | 588 pkt.  | James McNally                                                                               | 588 pkt.  |
| Pistolet szybkostrzelny, 25 m, drużynowo                    | ZSRR Jewgienij Chajdurow Igor Rakałow Renart Sulejmanow Aleksandr Zabielin       | 2333 pkt. | Stany Zjednoczone James McNally William McMillan Aubrey Smith Cecil Wallis           | 2327 pkt. | Włochy Ugo Amicosante Giovanni Liverzani Roberto Mazzoni Sergio Varetto                     | 2312 pkt. |
| Strzelanie do sylwetki jelenia                              |                                                                                  |           |                                                                                      |           |                                                                                             |           |
| Runda pojedyncza do sylwetki jelenia, 100 metrów            | Oleg Zakurienow                                                                  | 229 pkt.  | John Foster                                                                          | 228 pkt.  | Rune Flodman                                                                                | 227 pkt.  |
| Runda pojedyncza do sylwetki jelenia, 100 metrów, drużynowo | ZSRR Igor Niestierow Igor Nikitin Witalij Romanienko Oleg Zakurienow             | 879 pkt.  | Stany Zjednoczone John Foster Willis Powell Norman Skarpness John Torbush            | 867 pkt.  | Szwecja Rune Flodman Hakan Halvardsson Stig Johansson Karl Karlsson                         | 842 pkt.  |
| Runda podwójna do sylwetki jelenia, 100 metrów              | Oleg Zakurienow                                                                  | 223 pkt.  | Igor Nikitin                                                                         | 223 pkt.  | Willis Powell                                                                               | 220 pkt.  |
| Runda podwójna do sylwetki jelenia, 100 metrów, drużynowo   | ZSRR Igor Niestierow Igor Nikitin Witalij Romanienko Oleg Zakurienow             | 880 pkt.  | Stany Zjednoczone John Foster Willis Powell Norman Skarpness John Torbush            | 859 pkt.  | Finlandia Pekka Kling Mauri Piskula Seppo Penkkimäki Heikki Yrjövuori                       | 811 pkt.  |
| Strzelanie do rzutków                                       |                                                                                  |           |                                                                                      |           |                                                                                             |           |
| Skeet                                                       | Nikołaj Durniew                                                                  | 200 pkt.  | Jurij Curanow                                                                        | 198 pkt.  | Thomas Heffron                                                                              | 197 pkt.  |
| Skeet, drużynowo                                            | Stany Zjednoczone Edwin Calhoun Thomas Heffron Kenneth Pendergrass Robert Rodale | 394 pkt.  | ZSRR Jurij Curanow Nikołaj Durniew Arkadij Kapłun Jewgienij Pietrow                  | 392 pkt.  | Szwecja Claes Alwén Gösta Klingspor Bo Runesson Lennart Standar                             | 386 pkt.  |
| Trap                                                        | Władimir Zimienko                                                                | 295 pkt.  | Karni Singh                                                                          | 295 pkt.  | Joachim Marscheider                                                                         | 294 pkt.  |
| Trap, drużynowo                                             | ZSRR Siergiej Kalinin Jurij Nikandrow Pawieł Sieniczew Władimir Zimienko         | 777 pkt.  | NRD Gerhard Assmus Joachim Marscheider Karl Kramer Heinz Rehder                      | 768 pkt.  | Zjednoczona Republika Arabska Hussam El Badrawi Choukry Bedair Mohamed Mehrez Youssef Saleh | 767 pkt.  |

### Kobiety
| Konkurencja                                              | Złoto                | Wynik    | Srebro               | Wynik    | Brąz                   | Wynik    |
| Karabin małokalibrowy, trzy postawy, 50 m, 3×30 strzałów | Kira Dołgoborodowa   | 864 pkt. | Jelena Donska        | 853 pkt. | Renate Wischnewski     | 824 pkt. |
| Karabin małokalibrowy leżąc, 50 m (60 strzałów)          | Jelena Donska        | 586 pkt. | Marjorie Dunt        | 583 pkt. | Anneliese Goth         | 582 pkt. |
| Pistolet szybkostrzelny, 25 m                            | Sofia Tiagni         | 583 pkt. | Nadieżda Julina      | 579 pkt. | Gertrude Schernitzauer | 550 pkt. |
| Pistolet wojskowy                                        | Nadieżda Julina      | 570 pkt. | Gail Liberty         | 570 pkt. | Sofia Tiagni           | 569 pkt. |
| Skeet                                                    | Mercedes Mata        | 99 pkt.  | Marjorie Annan       | 85 pkt.  | Jelena Siebasowa       | 84 pkt.  |
| Trap                                                     | Walentina Gierasinia | 87 pkt.  | Charlotte Berkenkamp | 86 pkt.  | Sheila Breckon         | 81 pkt.  |